# 托馬斯·祖布臣
托馬斯·漢蘇埃利·祖布臣（英語：Thomas Hansueli Zurbuchen，1968年—）是一名瑞士－美國天體物理學家，自2016年10月起擔任美國國家航空暨太空總署科學任務局副局長。在此之前，他是密西根大學的空間科學和航空太空工程學教授，並在那裡幫助創建創業中心。

## 個人生活和教育
祖布臣在伯恩大學主修物理學，輔修數學，並於1996年獲得博士學位，論文題目為《行星際介質中的湍流及其對小離子動力學的影響》。

## 職業生涯
祖布臣進入密西根大學擔任研究助理，並於2008年被任命為教授。他的科學研究重點是太陽與日光層物理學、實驗性空間研究和空間系統；他還因其個人在創新和創業方面的工作而知名。
2004年，祖布臣被授予美國青年科學家與工程師總統獎。他曾擔任NASA飛往水星的信使號探測衛星上的科學儀器之一——快速成像等離子體光譜儀的開發團隊負責人。他主持了美國國家科學院委員會，該委員會在2016年編寫了一份關於立方衛星的報告。

## 外部連結
- 托馬斯·祖布臣在NASA的官方網站 （页面存档备份，存于）
- 托馬斯·祖布臣在密西根大學的官方網站